# Mont Columbia (Canadà)
El mont Columbia (en anglès mount Columbia) és la segona muntanya més alta de les Canadian Rockies, rere el mont Robson, i alhora la més alta de la Serralada Winston Churchill i de la província d'Alberta, Canadà. Està situada a la frontera entre Alberta i la Columbia Britànica, a l'extrem nord del camp de gel Columbia, però el seu punt més alt es troba a Alberta, dins el Parc Nacional de Jasper.
La muntanya va ser batejada el 1898 per J. Norman Collie, amb posterioritat al riu Columbia. Alhora el riu havia estat anomenat en record del vaixell estatunidenc Columbia Rediviva capitanejat per Robert Gray, el primer a aventurar-se en un perillós banc de sorra i explorar el curs inferior del riu el 1792. La primera ascensió al mont Columbia va tenir lloc el 1902 per James Outram, guiat per Christian Kaufmann.